# Espirómetro de incentivo

Espirómetro de incentivo.

Um espirómetro de incentivo é um dispositivo médico usado para ajudar os pacientes a melhorar a função pulmonar. É geralmente recomendado a pacientes que foram submetidos a cirurgia com risco de comprometimento da função respiratória, em particular cirurgia aos próprios pulmões.